# فلکتین
فُلکِتین (به دانمارکی: Folketinget) مجلس قانون‌گذاری ملی پادشاهی دانمارک با نظام تک‌پارلمانی می‌باشد که در سال ۱۸۴۹ تأسیس شده است. فلکتین دارای ۱۷۹ نماینده است که از طریق انتخابات برای یک دورهٔ حداقل چهار ساله انتخاب می‌شوند. ۱۷۵ نماینده از دانمارک، ۲ نفر از گرینلند و ۲ نفر نیز از جزایر فارو انتخاب می‌گردند.
فلکتین به عنوان قوه قانون‌گذاری تمام قانون‌ها را تصویب کرده، کابینه را تأیید و بر کار حکومت نظارت می‌کند. براساس قانون اساسی دانمارک، قدرت میان فلکتین و پادشاه تقسیم می‌شود با این وجود قدرت پادشاه به امضای قوانین تصویب شده توسط مجلس محدود شده است که باید ظرف ۳۰ روز انجام گیرد.
فلکتین می‌تواند نخست‌وزیر یا کل کابینه را عزل کند علاوه بر آن نخست‌وزیر می‌تواند از پادشاه بخواهد که ترتیب برگزاری انتخابات زودهنگام مجلس را بدهد (پیش از سر آمدن مهلت چهار ساله).

کاخ کریستین‌بورگ در کپنهاگ، دانمارک واقع شده‌است. در این کاخ، فُلکِتین، مجلس قانون‌گذاری ملی پادشاهی دانمارک و دفتر نخست‌وزیر و دیوان عالی دانمارک واقع شده‌است.کاخ کریستین‌بورگ چندین‌بار تاکنون براثر جنگ و آتش‌سوزی ویران شده‌است، اما ساختمان فعلی آن بین سال‌های ۱۹۰۷ تا ۱۹۲۸ میلادی ساخته و جایگزین شد.